# Ormocarpum schliebenii
Ormocarpum schliebenii är en ärtväxtart som beskrevs av Hermann August Theodor Harms. Ormocarpum schliebenii ingår i släktet Ormocarpum och familjen ärtväxter. Inga underarter finns listade i Catalogue of Life.